# Zealandotachina lamellata
Zealandotachina lamellata är en tvåvingeart som beskrevs av Malloch 1938. Zealandotachina lamellata ingår i släktet Zealandotachina och familjen parasitflugor. Inga underarter finns listade i Catalogue of Life.